# Scotogramma furculoides
Scotogramma furculoides är en fjärilsart som beskrevs av Wagner 1930. Scotogramma furculoides ingår i släktet Scotogramma och familjen nattflyn. Inga underarter finns listade.